# Sistema difensivo della laguna di Venezia
Il sistema difensivo della laguna di Venezia è un complesso sistema di opere di fortificazione realizzate, in fasi successive, a protezione di Venezia e della laguna veneta dalla Serenissima Repubblica, dall'Impero francese, dall'Impero austriaco e dal Regno d'Italia, ora abbandonato.

## Storia

### Origini

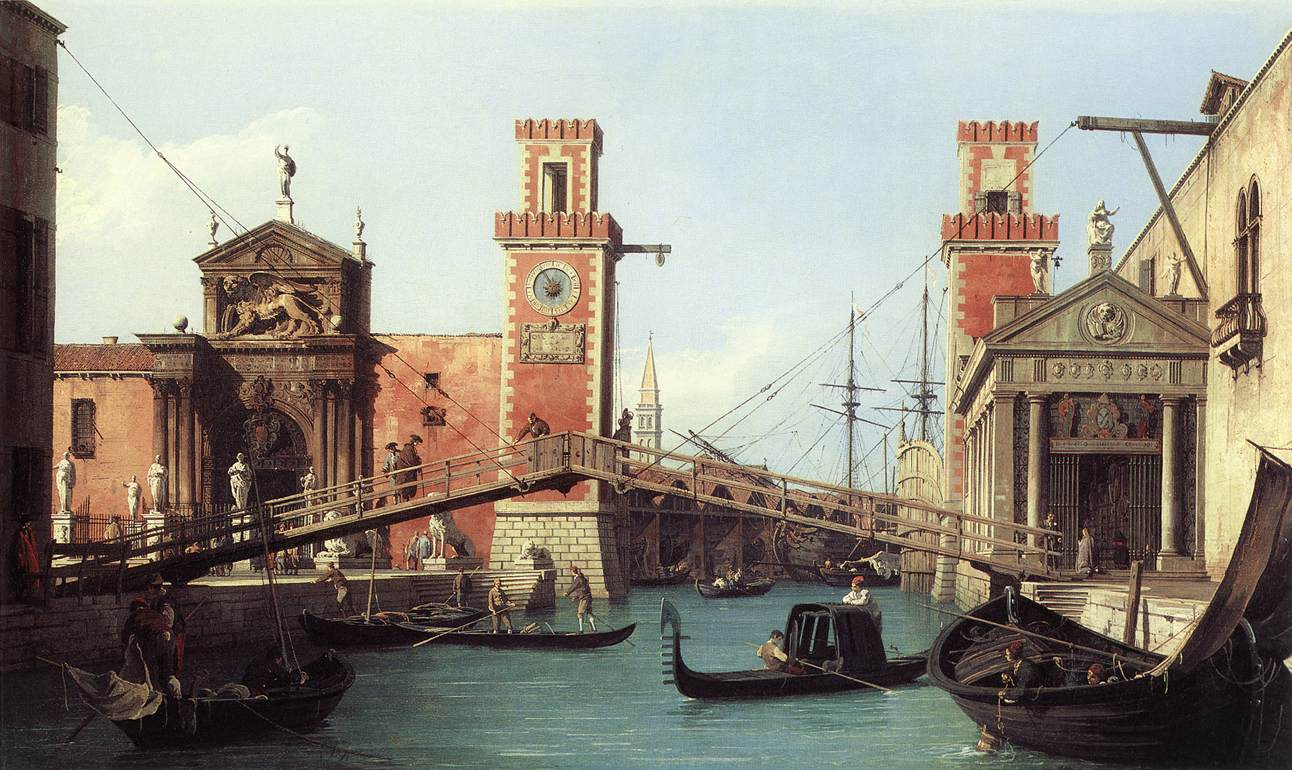
La porta d'acqua dell'Arsenale di Venezia.

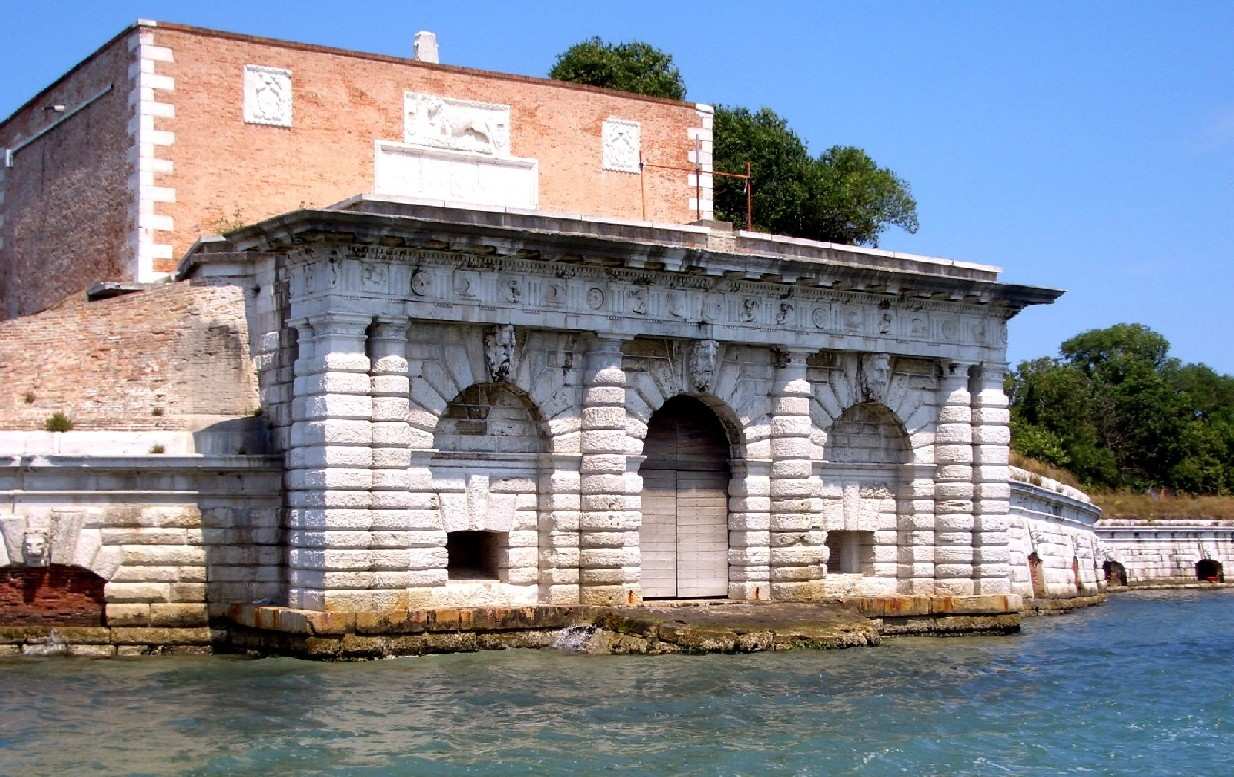
La porta d'acqua del Forte di Sant'Andrea.

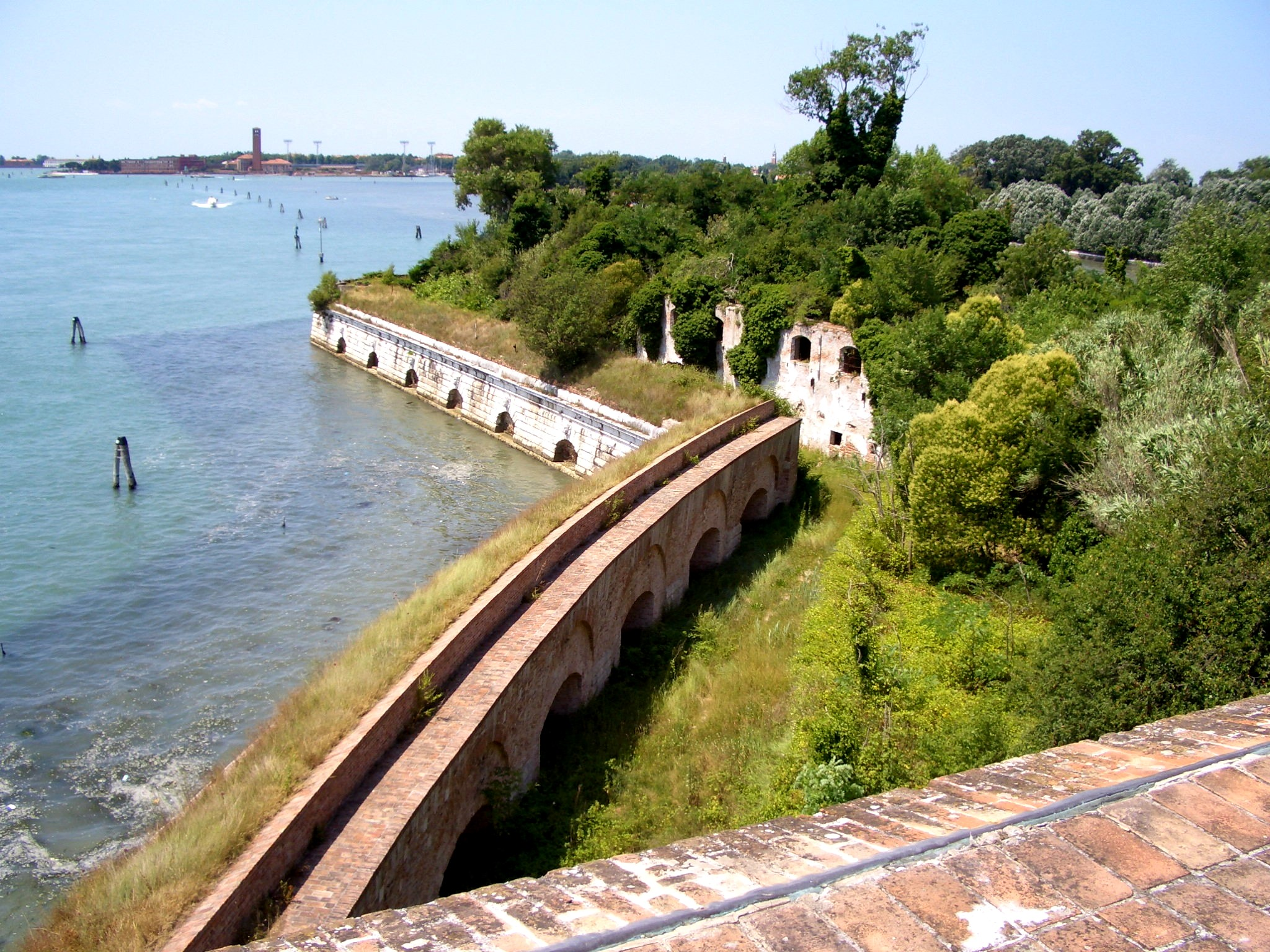
Il sistema difensivo del Forte di Sant'Andrea.

La laguna costituiva sin dalle origini il principale strumento per la difesa di Venezia, già da quella grande invasione dei Franchi dell'810 che aveva portato a scegliere proprio l'antica Rialto come nuova capitale del Ducato, perché posizionata nella parte più interna e inaccessibile della laguna. Qui infatti contavano soprattutto l'esperienza e l'abilità dei Veneziani nella navigazione tra quella fitta rete di secche, bassifondi, barene, ghebi e canali che costituiscono la laguna e che, se rimosse le palancole di segnalazione, la rendono difficilmente praticabile. Per difendere la città, dunque, i Veneziani si limitavano originariamente a fare affidamento sulla loro flotta e sulla rete di borghi, città e castelli disseminati originariamente per la laguna. La città antica era poi difesa da mura e da catene di sbarramento per l'accesso al Canal Grande.
Con il crescere della potenza veneziana la protezione della città prese ad essere garantita dalla flotta di stanza all'Arsenale e dalla rete di galeotte e fuste di sorveglianza alle bocche di porto e dalla flottiglia di imbarcazioni di sorveglianza notturna organizzata dal potente Consiglio dei Dieci. L'Arsenale fungeva inoltre da fortezza e presidio militare della città, oltre che da vero e proprio cuore dell'apparato militare veneziano, sede di fonderie, depositi di armi e acquartieramento di truppe.
Sulla terraferma vi era poi la fortezza della Torre delle Bebbe, realizzata alla foce del Medoacus minor per controllare la via navigabile in direzione di Padova, in quei secoli acerrima nemica della Repubblica di Venezia.

### XIV-XVIII secolo: Repubblica di Venezia
Il vero e proprio sistema difensivo progettato dalla Repubblica di Venezia per proteggere la città e la sua laguna si sviluppò invece progressivamente a partire dal XIV secolo. Con l'avvio dell'espansione veneziana in terraferma, il baluardo avanzato di difesa della città divenne il nuovo Castello di Mestre, costruito per difendere le principali vie di collegamento con l'entroterra. Attorno al 1380, poi, nel pieno della guerra con Genova, la minaccia rappresentata dalla presenza della flotta ligure, penetrata in laguna attraverso Chioggia, impose per la prima volta a Venezia la necessità di sbarrare con maggior decisione gli accessi marittimi alla città. La via navigabile che, risalendo da sud conduceva direttamente nel bacino San Marco venne dunque bloccata decretando lo sgombero del borgo di Poveglia, dove già sorgeva un castello, e la realizzazione, davanti all'isola, di una piccola fortezza a pianta ottagonale destinata ad ospitare batterie d'artiglieria: l'ottagono di Poveglia.
Superata questa prima minaccia, la crescente potenza dell'Impero ottomano spinse nel XVI secolo il Senato veneziano ad avviare una più decisa opera di rafforzamento delle difese lagunari. Nel 1538 venne inaugurato così a Chioggia il nuovo forte di San Felice. Seguito poi, nel 1543, dal decreto che ordinava la costruzione, all'ingresso del Porto di Lido, del possente forte di Sant'Andrea, opera del Sanmicheli. Circa nella stessa epoca venne avviata anche la costruzione del forte di Sant'Erasmo, a Venezia, e del forte di Brondolo a Chioggia.
Nel 1571, poi, il Senato decretò anche la realizzazione di nuovi ottagoni per il controllo della bocca di porto di Malamocco, realizzati su progetto di Jacopo Sansovino o, più probabilmente, nuovamente di Sanmicheli.
Nel 1591, poi, la difesa dell'accesso settentrionale alla laguna venne ulteriormente rinforzata dalla costruzione del forte di San Nicolò, il più esteso di tutti (comprendeva l'intera area dell'attuale aeroporto Nicelli).
Nel 1646, poi, di fronte all'acuirsi della minaccia turca a seguito dello scoppio della guerra di Candia, si ritenne necessario incrementare la protezione del porto di Malamocco attraverso la realizzazione di due nuovi forti, per la cui progettazione venne nominata un'apposita commissione di tecnici incaricati di studiare la situazione. Le due costruzioni, realizzate una dirimpetto all'altra sulle sponde dell'accesso portuale, vennero completate però solo nel 1726 e presero il nome di forte di San Pietro e forte degli Alberoni.
L'intero complesso difensivo era poi integrato da una cerchia di batterie su palafitte che circondavano Venezia dal lato di terraferma. Tale era dunque il complesso militare che difendeva la città ancora nel 1797, alla caduta della Repubblica di Venezia.
Il sistema difensivo durante il periodo della Serenissima Repubblica, era geograficamente distribuito, a partire da nord, con le seguenti postazioni:
1. Batteria Buel del Lovo
2. Batteria Carbonera
3. Batteria Tessera
4. Forte Sant'Erasmo
5. Batteria Campalto
6. Batteria Trezze
7. Forte di Sant'Andrea
8. Caserma Guglielmo Pepe
9. Forte di San Nicolò
10. Ottagono Campana

1. Ottagono Poveglia
2. Batteria Poveglia
3. Batteria Fisolo
4. Ottagono Abbandonato
5. Ottagono Alberoni
6. Ottagono San Pietro
7. Ottagono Ca' Roman
8. Forte San Felice
9. Forte di San Michele
10. Forte di Brondolo

### XVIII-XIX secolo: periodo franco-austriaco

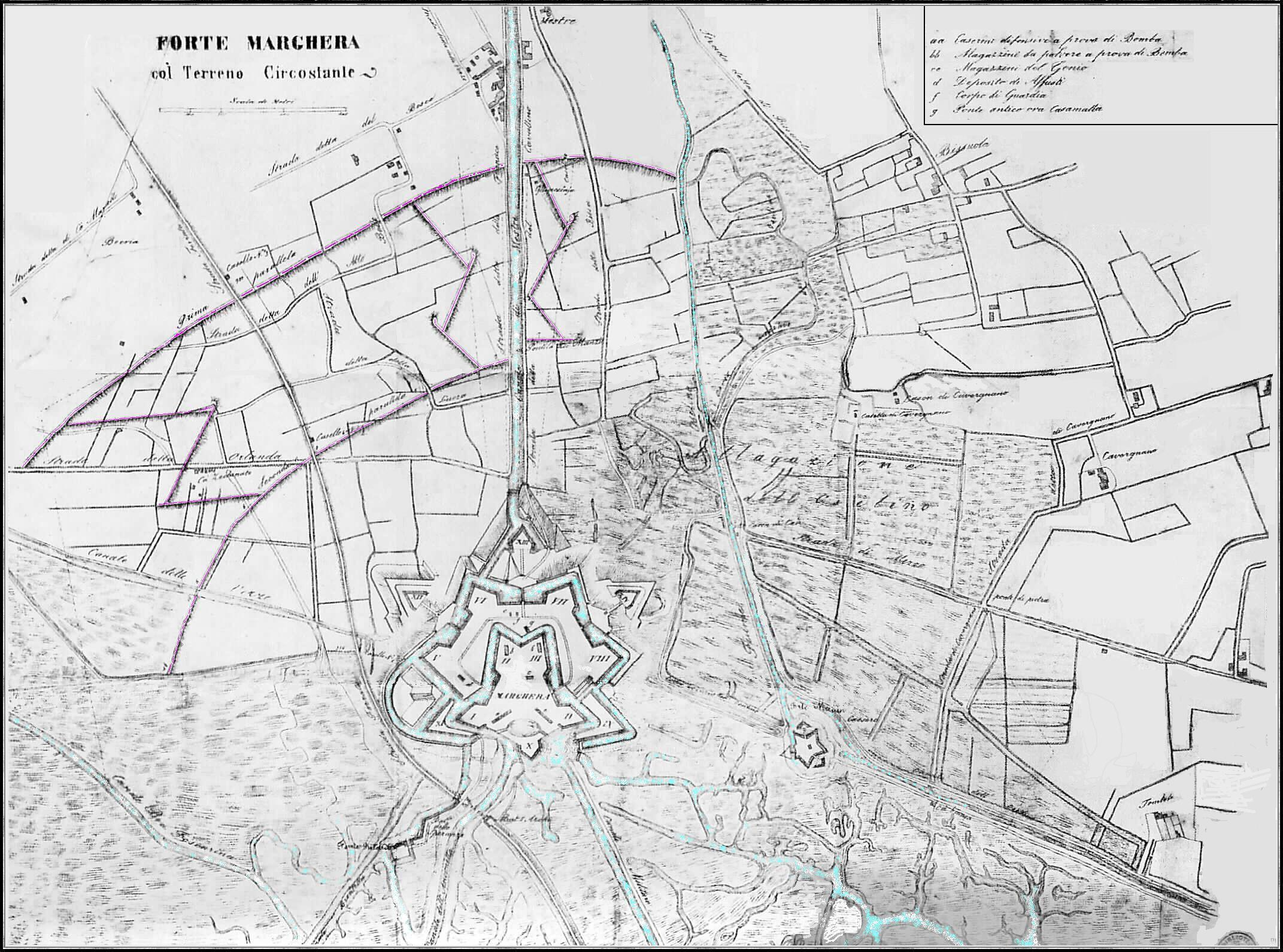
Pianta dell'area di Forte Marghera, sulla Terraferma.

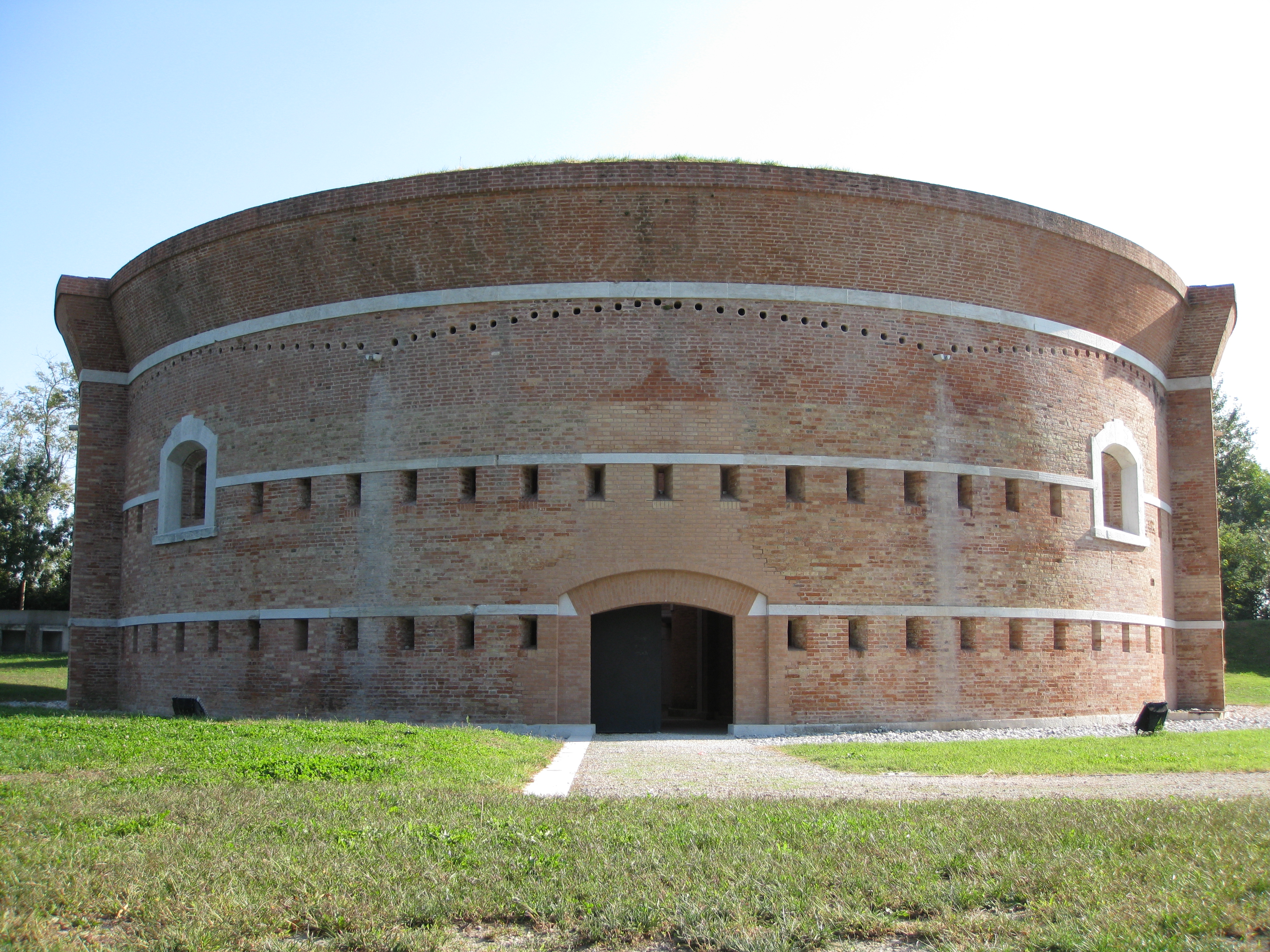
La Torre Massimiliana dell'isola di Sant'Erasmo.

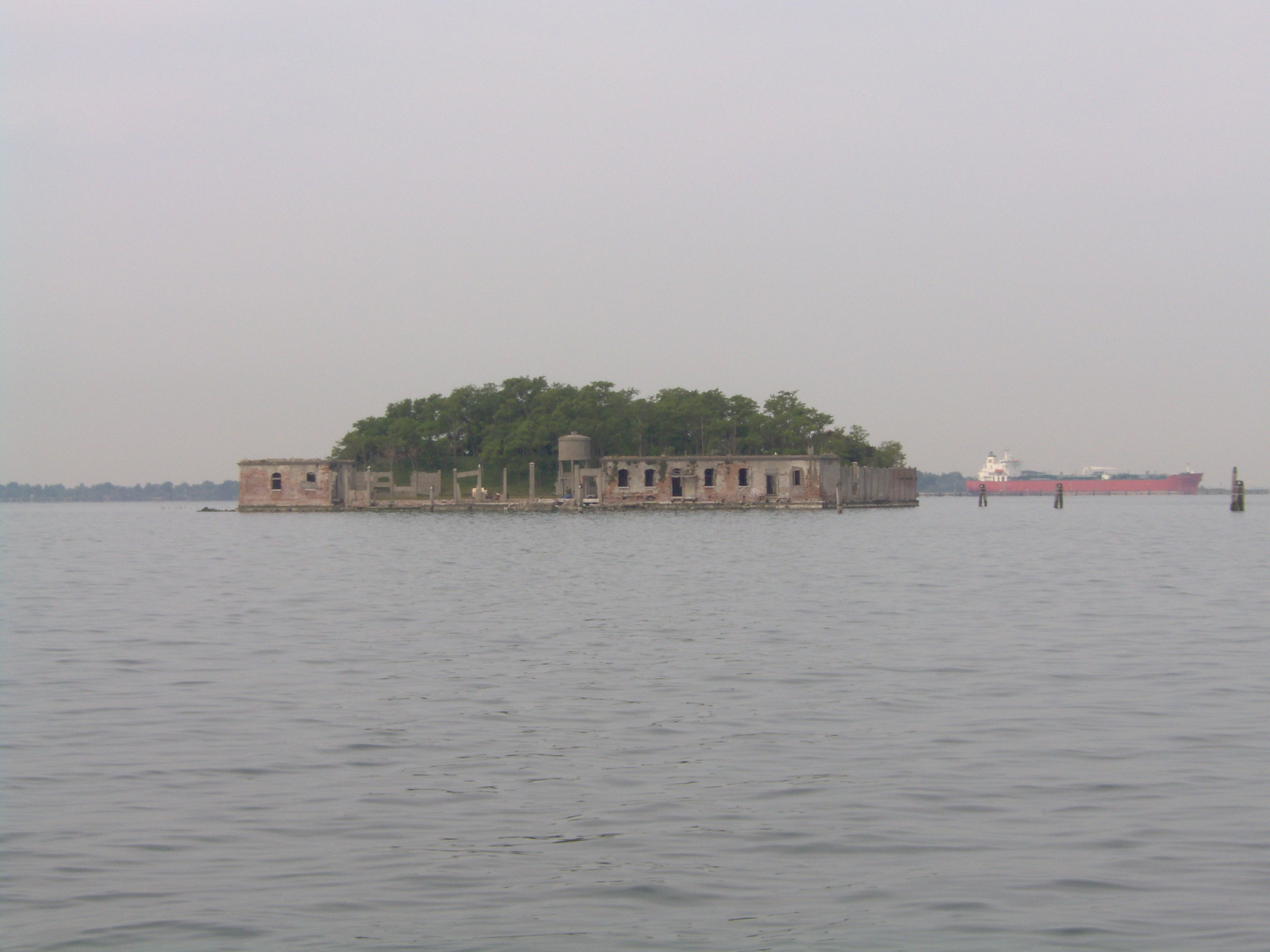
Resti delle fortificazioni di Sant'Angelo della Polvere.

Ceduta la città all'Impero austriaco con il trattato di Campoformio, i militari asburgici, temendo la minaccia costituita sulla terraferma dal vicino Impero francese, avviarono una generale revisione dell'apparato difensivo della laguna, che venne però interrotta proprio dall'arrivo dei Francesi nel 1805. Questi proseguirono a loro volta l'opera intrapresa dagli Austriaci, sino alla definitiva caduta di Napoleone e al ritorno dell'Austria nel 1814.
Inoltre nella città, collegato al convento di Santa Chiara e prospiciente da sud la testa del ponte ferroviario, vi era il Forte Santa Lucia (costruzione austriaca), oggi inglobato nel ponte stradale che gli passa sopra.
A questo sistema lagunare venne ad aggiungersi, sulla terraferma, il nuovo e grandioso Forte Marghera, destinato a garantire la difesa di Venezia in corrispondenza del punto in cui più la terraferma si avvicinava alla città, rendendola vulnerabile ai tiri d'artiglieria.
Il complesso fortificato franco-austriaco si realizzò dunque nel rafforzamento delle preesistenti opere difensive della Serenissima, attraverso la realizzazione delle seguenti fortificazioni, così distribuite:
1. Forte Pepe
2. Forte Carpenedo
3. Forte Gazzera
4. Forte Mazzorbo[1]
5. Forte Manin
6. Forte Marghera
7. Ridotto S. Erasmo Nuovo
8. Forte Treporti[2]
9. Forte San Secondo
10. Torre Massimiliana
11. San Giorgio in Alga[3]

1. Sant'Angelo della Polvere
2. Batteria Quattro fontane[4]
3. Batteria Casabianca[5]
4. Batteria Terre Perse
5. Forte di Malamocco[3]
6. Batteria San Leonardo
7. Batteria Rocchetta[6]
8. Forte di San Pietro in Veglia
9. Forte Santo Stefano
10. Forte Caroman
11. Batteria Sottomarina

### XIX-XX secolo: Regno d'Italia e Repubblica Italiana

#### Il campo trincerato di Mestre
Nel 1883 vennero avviati i lavori per la realizzazione delle fortezze del campo trincerato di Mestre, inizialmente ipotizzate in un numero di sei, poi ridotto a tre per l'eccessivo sforzo economico che il progetto originale avrebbe comportato:
- Forte Carpenedo, a nord, sulla via per Treviso, completato nel 1887;
- Forte Gazzera, in direzione nord-ovest, sulla strada per Castelfranco, completato nel 1886;
- Forte Tron, a sud-ovest, sulla via per Padova, completato nel 1887.

Le tre fortezze erano costruite in forma poligonale, tra loro identiche, e poste ad una distanza di 3500-4500 m da Forte Marghera, che doveva garantirne la protezione in seconda linea.
Ogni Forte era dotato di una ventina di pezzi di medio calibro posti su 12 piazzole allo scoperto, inoltre postazioni per mortai, fucilerie e mitragliatrici erano poste su tutto il perimetro e in 4 "Caponiere"  che, protese nel fossato artificiale che circonda ognuno dei forti, garantivano la copertura da ogni lato. Il costo dei forti fu per l'epoca ingentissimo, specie considerando il fatto che, al momento della loro ultimazione, l'ulteriore miglioramento tecnologico delle artiglierie disponibili le aveva rese del tutto inutili.
Agli inizi del XX secolo, le crescenti tensioni destinate poi a sfociare nella Grande Guerra portarono a rivedere il sistema difensivo di Mestre, con la creazione di una nuova cintura di fortificazioni, più esterna, costituita da sette nuove fortezze, che a nord sfruttavano la difesa naturale costituita dal fiume Dese:
- Forte Bazzera, a nord-est, alla foce del Dese presso Tessera, completato nel 1911;
- Forte Rossarol, a nord-est, sempre presso Tessera, completato nel 1907;
- Forte Pepe, a nord-est, a Ca' Noghera, alla confluenza del fiume Zero nel Dese, lungo la strada per Trieste, completato nel 1909;
- Forte Cosenz, a nord, presso Dese, lungo la linea ferroviaria per Trieste, completato nel 1911;
- Forte Mezzacapo, a nord-ovest, a Marocco, lungo la linea ferroviaria per Treviso, completato nel 1911[7];
- Forte Sirtori, a ovest, presso Spinea, a controllare la ferrovia per Trento, quella per Padova e la via per Castelfranco, completato nel 1911.
- Forte Poerio, a sud-ovest, presso Oriago, lungo la ferrovia per Adria e la via per Ravenna, completato nel 1910;

Lo scoppio della prima guerra mondiale, nel 1915 trovava dunque il sistema difensivo di Mestre completo ed in piena efficienza. Tuttavia, gli inaspettati sviluppi del conflitto, trasformatosi in guerra di trincea, e la vulnerabilità mostrata dalle fortificazioni di confine spinsero l'Alto Comando italiano ad ordinare, nel settembre di quello stesso anno, lo smantellamento delle batterie di protezione del campo di Mestre, che vennero inviate a rinforzare il fronte. Col disastro della battaglia di Caporetto e l'arretramento sulla linea del Piave, il campo trincerato di Mestre costituì la nuova retrovia del fronte e il luogo da cui prelevare uomini, materiali e artiglierie da inviare in difesa delle linee italiane e per alimentare la successiva offensiva del Piave. Terminata la guerra nel 1918 lo scampato pericolo della perdita di Venezia spinse le autorità militari a ridurre l'importanza dell'Arsenale in favore delle più sicure basi de la Spezia e Taranto. In conseguenza di questo venne meno anche la funzione militare del campo trincerato di Mestre, le cui strutture vennero progressivamente trasformate in caserme e polveriere e magazzini, fino al definitivo abbandono negli anni ottanta.

#### Il campo trincerato di Brondolo (Chioggia)
- Forte San Felice
- Batteria Sottomarina
- Forte di Brondolo
- Forte San Michele
- Fortificazione di Cavanella d'Adige

#### Venezia e Lido
Durante la prima metà del novecento vennero realizzate ulteriori opere, tutte in cemento armato:
- Forte Morosini tra Malamocco e Alberoni, oggi usato come colonia estiva
- Forte Olivolo nell'isola di San Pietro di Castello
- numerosi bunker in cemento armato lungo l'intero tratto del litorale del Lido
- l'idroscalo di Sant'Andrea presso l'isola delle Vignole

1. Forte Mezzacapo
2. Forte Cosenz
3. Forte Rossarol
4. Forte Bazzera
5. Parco dirigibili Campalto
6. Forte Sirtori
7. Forte Tron
8. Forte Poerio